# Robert Nisbet
Robert Nisbet   (Kensington, 23 de novembre de 1900 - Sutton, 13 de setembre de 1986), conegut com a Archie Nisbet, fou un remer anglès que va competir durant la dècada de 1920.
Nisbet era membre del London Rowing Club. El 1927, fent parella amb Terence O'Brien, guanyà la Silver Goblets de la Henley Royal Regatta. El 1928 va prendre part en els Jocs Olímpics d'Amsterdam, on disputà la prova del dos sense timoner del programa de rem. Formant parella amb Terence O'Brien guanyà la medalla de plata.